# Інспектор Лестрейд
Інспе́ктор Ле́стрейд (англ. Inspector Lestrade) — літературний персонаж, детектив Скотленд-Ярду. Найчастіше з поліцейських детективів з'являється у творах шотландського письменника  Конана Дойля про Шерлока Холмса, зокрема, Лестрейд є персонажем 3 з 4 повістей про Холмса (крім «Долини жаху», де з'являється Алек Макдональд). У другому розділі «Етюд у багряних тонах» Лестрейд описується як «щуплий чоловічок із жовтувато-блідою щуром фізіономією і гострими чорними очима». У третій главі тієї ж повісті йдеться, що Лестрейд «схожий на тхора». Інспектор дуже високої думки про свої професійні здібності, говорить про себе як про «людину бувалих». На початку слідства часто намагається іронізувати над Холмсом, але врешті-решт змушений визнати правоту Шерлока. Може виявитися володарем цінної інформації і не зрозуміти цього («Знатний холостяк»).
У британському серіалі «Шерлок» 2010 року Лестрейд постає дещо іншим — він не суперник Шерлока, цінує його здібності детектива та єдиний з усіх служителів закону впевнений, що Шерлок не здатен перейти на сторону злочину. Також у цій версії Лестрейд одержує ім'я Грегорі (серія «Собаки Баскервіля»):

Шерлок Холмс: «Це він (Вотсон) придумав тобі прізвисько „Грег“?»

Лестрейд: «Це моє ім'я!»

Шерлок Холмс: «Справді?!»
Та й виглядає Лестрейд зовсім інакше, ніж в оригінальному джерелі — моложавий, але з передчасно посивілим волоссям.

## Актори, які зіграли Лестрейда
- Борислав Брондуков — «Пригоди Шерлока Холмса і доктора Ватсона» (1979)
- Едді Марсан — «Шерлок Холмс» (2009)
- Руперт Грейвс — «Шерлок» (2010–2014)